# Greatest Hits, Etc.
| Recensione                        | Giudizio     |
| --------------------------------- | ------------ |
| AllMusic                          | [ 1 ]        |
| Robert Christgau                  | A            |
| Sputnikmusic                      | 4.5 (Superb) |
| The New Rolling Stone Album Guide | [ 4 ]        |

Greatest Hits, Etc. è un album discografico di raccolta del cantautore statunitense Paul Simon, pubblicato nel novembre del 1977.
Quest'album si piazzò al numero diciotto delle chart statunitensi mentre nel Regno Unito scalò la classifica fino al terzo posto.

## Tracce
Tutti i brani composti da Paul Simon.
Lato A
1. Slip Slidin' Away – 4:43 – Brano inedito
2. Stranded in a Limousine – 3:09 – Brano inedito
3. Still Crazy After All These Years – 3:24 – Tratto dall'album: Still Crazy After All These Years (1975)
4. Have a Good Time – 3:25 – Tratto dall'album: Still Crazy After All These Years (1975)
5. Duncan (Live) – 5:03 – Tratto dall'album: Paul Simon in Concert: Live Rhymin' (1974)
6. Me and Julio Down by the Schoolyard – 2:45 – Tratto dall'album: Paul Simon (1972)
7. Something So Right – 4:34 – Tratto dall'album: There Goes Rhymin' Simon (1973)

Durata totale: 27:03
Lato B
1. Kodachrome – 3:32 – Tratto dall'album: There Goes Rhymin' Simon (1973)
2. I Do It for Your Love – 3:35 – Tratto dall'album: Still Crazy After All These Years (1975)
3. 50 Ways to Leave Your Lover – 3:33 – Tratto dall'album: Still Crazy After All These Years (1975)
4. American Tune (Live) – 4:09 – Tratto dall'album: Paul Simon in Concert: Live Rhymin' (1974)
5. Mother and Child Reunion – 2:50 – Tratto dall'album: Paul Simon (1972)
6. Loves Me Like a Rock – 3:28 – Tratto dall'album: There Goes Rhymin' Simon (1973)
7. Take Me to the Mardi Gras – 3:28 – Tratto dall'album: There Goes Rhymin' Simon (1973)

Durata totale: 24:35

## Musicisti
Slip Slidin' Away
- Paul Simon – voce, chitarra
- Richard Tee – pianoforte
- Anthony Jenkins – basso
- Steve Gadd – batteria
- Ralph MacDonald – percussioni
- The Oak Ridge Boys – accompagnamento vocale, cori
- Paul Simon e Phil Ramone – produttori

Stranded in a Limousine
- Paul Simon – voce, chitarra
- Richard Tee – pianoforte
- Gordon Edwards – basso
- Steve Gadd – percussioni
- Randy Brecker – tromba
- Marvin Stamm – tromba
- Irvin Markowitz – tromba
- Michael Brecker – sassofono
- David Sanborn – sassofono
- Lou Delgado – sassofono
- Paul Simon – arrangiamenti strumenti a fiato
- Paul Simon e Phil Ramone – produttori

Still Crazy After All These Years
- Paul Simon – voce
- Barry Beckett – pianoforte elettrico
- Mike Brecker – sassofono
- David Hood – basso
- Roger Hawkins – batteria
- Bob James – arrangiamento strumenti a fiato e strumenti ad arco
- Paul Simon e Phil Ramone – produttori
- Phil Ramone – ingegnere della registrazione

Have a Good Time
- Paul Simon – voce
- Hugh McCracken – chitarra elettrica
- Joe Beck – chitarra elettrica
- Bob James – pianoforte elettrico
- Phil Woods – sassofono solo
- Tony Levin – basso
- Steve Gadd – batteria
- Ralh MacDonald – percussioni
- Valerie Simpson – accompagnamento vocale, cori
- Dave Mathews – arrangiamenti strumenti a fiato
- Phil Ramone – ingegnere della registrazione
- Paul Simon e Phil Ramone – produttori

Duncan
- Paul Simon – voce, chitarra
- Los Incas – charango, flauti, percussioni
- Bernard Estardy e Roy Halee – ingegneri della registrazione
- Paul Simon e Roy Halee – produttori

Me and Julio Down by the Schoolyard
- Paul Simon – voce, chitarra
- David Spinozza – chitarra
- Russel George – basso
- Airto Moreira – percussioni
- Phil Ramone – ingegnere della registrazione
- Paul Simon e Roy Halee – produttori

Something So Right
- Paul Simon – voce, chitarra
- David Spinozza – chitarra
- Alexander Gafa – chitarra
- Bob James – tastiere
- Bobby Scott – pianoforte
- Don Elliott – vibrafono
- Grady Tate – batteria
- Quincy Jones – arrangiamenti strumenti ad arco
- Phil Ramone – ingegnere della registrazione
- Paul Simon e Phil Ramone – produttori

Kodachrome
- Paul Simon – voce, chitarra
- Pete Carr – chitarra
- Jimmy Johnson – chitarra elettrica
- Barry Beckett – tastiere
- David Hood – basso
- Roger Hawkins – batteria
- Phil Ramone e Jerry Masters – ingegneri della registrazione
- Paul Simon e The Muscle Shoals Sound Rhythm Section – produttori

I Do It for Your Love
- Paul Simon – voce, chitarra acustica
- Joe Beck – chitarra elettrica
- Jerry Friedman – chitarra elettrica
- Sivuca – accordion, voce solo
- Ken Ascher – pianoforte elettrico
- Tony Levin – basso
- Steve Gadd – batteria
- Ralph MacDonald – percussioni
- Bob James – arrangiamenti strumenti ad arco
- Phil Ramone – ingegnere della registrazione
- Paul Simon e Phil Ramone – produttori

50 Ways to Leave Your Lover
- Paul Simon – voce, chitarra acustica
- Hugh McCracken – chitarra elettrica
- John Tropea – chitarra elettrica
- Ken Ascher – organo
- Tony Levin – basso
- Steve Gadd – batteria
- Ralph MacDonald – percussioni
- Phoebe Snow – accompagnamento vocale, cori
- Valerie Simpson – accompagnamento vocale, cori
- Patti Austin – accompagnamento vocale, cori
- Phil Ramone – ingegnere della registrazione
- Paul Simon e Phil Ramone – produttori

American Tune
- Paul Simon – voce, chitarra
- Kathy Kienke – violino
- Richard Sortomme – violino
- Alfred Brown – viola
- Janet Hamilton – violoncello
- Phil Ramone – ingegnere della registrazione
- Paul Simon e Phil Ramone – produttori

Mother and Child Reunion
- Paul Simon – voce
- Huks Brown – chitarra solista
- Wallace Wilson – chitarra ritmica
- Neville Hinds – organo
- Larry Knechtel – pianoforte
- Jackie Jackson – basso
- Winston Grennan – batteria
- Denzil Laing – percussioni
- Cissy Houston – accompagnamento vocale, cori
- Deirdre Tuck – accompagnamento vocale, cori
- Renelle Stafford – accompagnamento vocale, cori
- Von Eva Simms – accompagnamento vocale, cori
- Roy Halee – ingegnere della registrazione
- Paul Simon e Roy Halee – produttori

Loves Me Like a Rock
- Paul Simon – voce, chitarra
- David Hood – basso
- Roger Hawkins – batteria
- The Dixie Hummingbirds – accompagnamento vocale, cori
- Phil Ramone e Jerry Masters – ingegneri della registrazione
- Paul Simon e The Muscle Shoals Sound Rhythm Section – produttori

Take Me to the Mardi Gras
- Paul Simon – voce, chitarra
- Jimmy Johnson – chitarra
- Pete Carr – chitarra
- David Hood – basso
- Roger Hawkins – batteria
- The Onward Brass Band – strumenti a fiato
- Rev. Claude Jeter – voce in falsetto
- Jerry Masters – ingegnere della registrazione
- Paul Simon e The Muscle Shoals Sound Rhythm Section – produttori[5]

## Classifiche
- Official Albums Chart – #3